# Лыткинская
Лыткинская — деревня в Вельском районе Архангельской области. Входит в состав муниципального образования «Верхнеустькулойское».

## География
Деревня расположена в южной части Архангельской области, в таёжной зоне, в пределах северной части Русской равнины, в 22 километрах на юг от города Вельска, на правом берегу реки Ваги. Ближайшие населённые пункты: на юге деревня Теплухинская, на юго-западе, на противоположенном берегу реки, деревни Матюшинская и Савинская
Часовой пояс
Лыткинская, как и вся Архангельская область, находится в часовой зоне МСК (московское время). Смещение применяемого времени относительно UTC составляет +3:00.

## Население
| 2002 | 2010 | 2012 | 2014 |
| ---- | ---- | ---- | ---- |
| 0    | →0   | →0   | ↗2   |

## История
Указана в «Списке населённых мест по сведениям 1859 года» в составе Вельского уезда (2-го стана) Вологодской губернии под номером «2576» как «Лыткинская(Волоковская)». Насчитывала 5 дворов, 16 жителей мужского пола и 21 женского.
В материалах оценочно-статистического исследования земель Вельского уезда упомянуто, что в 1900 году в административном отношении деревня входила в состав Усть-Кулойского сельского общества Устьвельской волости. На момент переписи в селении Лыткинская(Волковская) находилось 8 хозяйств, в которых проживало 25 жителей мужского пола и 22 женского.